# Pasma tasmanicus
Pasma tasmanicus är en fjärilsart som beskrevs av William Henry Miskin 1889. Pasma tasmanicus ingår i släktet Pasma och familjen tjockhuvuden. Inga underarter finns listade i Catalogue of Life.

## Bildgalleri

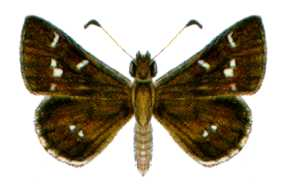